# Mount Boman
Mount Boman ist ein 1630 m hoher Berg in der antarktischen Ross Dependency. Er ragt zwischen dem Tranter- und dem Doss-Gletscher im nördlichen Teil der Queen Elizabeth Range des Transantarktischen Gebirges auf.
Der United States Geological Survey kartierte ihn anhand eigener Tellurometervermessungen und mit Hilfe von Luftaufnahmen der United States Navy aus den Jahren zwischen 1960 und 1962. Das Advisory Committee on Antarctic Names benannte ihn 1966 nach William M. Boman, Ingenieur des United States Antarctic Research Program auf der Roosevelt-Insel (1962–1963) und auf der McMurdo-Station im antarktischen Winter 1965.